# Danielle Scott
Pour les articles homonymes, voir Scott.
Danielle Scott, née le 7 mars 1990 à Sydney est une skieuse acrobatique australienne. 
Elle a obtenu la médaille de bronze aux Championnats du monde 2013 à Voss dans l'épreuve du saut acrobatique.
Peu avant les Jeux olympiques d'hiver de 2014, l'Australienne réussit à monter pour la première fois sur un podium de Coupe du monde grâce à une deuxième place à Lake Placid.

## Palmarès

### Jeux olympiques
- JO de Sotchi 2014 : 9e.

### Championnats du monde
- Championnats du monde 2013 : 
  -  Médaille de bronze en saut individuel.
- Championnats du monde 2017 : 
  -  Médaille d'argent en saut individuel.
- Championnats du monde 2023 : 
  -  Médaille d'argent en saut individuel.
- Championnats du monde 2025 : 
  -  Médaille de bronze en saut individuel.

### Coupe du monde
- 2 gros globes de cristal :
  - Vainqueur du classement sauts en 2023 et 2024.
- 25 podiums dont 8 victoires.

#### Détails des victoires
| Épreuve / Édition | Sauts                 |
| ----------------- | --------------------- |
| 2014-2015         | Moscou                |
| 2016-2017         | Beida Lake            |
| 2017-2018         | Genting Secret Garden |
| 2020-2021         | Deer Valley           |
| 2021-2022         | Ruka                  |
| 2022-2023         | Ruka                  |
| 2022-2023         | Deer Valley Engadine  |